# Джефф Бенкс
Джефф Бенкс (повне ім'я Джеффрі Тетем-Бенкс, народився 17 березня 1943 року) — валлійський модельєр, відомий своїми колекціями чоловічого та жіночого одягу, ювелірних виробів і товарів для дому. Народився в Еббв-Вейлі, Уельс, Бенкс наприкінці 1970-х років став співзасновником модної мережі Warehouse. Згодом він створив і вів телевізійну програму «Шоу одягу», яка виходила на BBC One з 1986 до 2000 року.

## Біографія
Бенкс народився в долинах Монмутшир в Південному Уельсі, в Еббв-Вейл. Його батько, який займався листовим металом, покинув його матір, коли Бенксу було вісім, і вона вирішила переїхати до Лондона.
Йому запропонували стипендію в незалежній державній школі St Dunstan's College в Кетфорді, південний Лондон, але його мати не могла дозволити собі форму. Натомість він пішов до гімназії округу Броклі, але все ще без форми. Щоб дозволити собі уніформу, він заснував власний бізнес, купуючи парафін у підніжжя пагорба, потім штовхаючи його в старій колясці, і продаючи за копійки дорожче на вершині пагорба. У 13 років він найняв чоловіка, який керував автоцистерною, а в 15 років продав бізнес.
Заохочуваний викладачем вивчати мистецтво та стати художником, він зрозумів, що його художні навички були обмежені протягом першого року навчання в лондонській школі мистецтв Camberwell School of Art, і тому перейшов на вивчення дизайну інтер'єру та текстилю в Школі мистецтв Святого Мартіна, а потім на моду. у нью-йоркській школі дизайну Parsons The New School for Design.
Бенкс має почесні ступені Університету Ланкастера, Університету Східного Лондона, Університету Ньюкасла, Університетського коледжу творчих мистецтв і Вестмінстерського університету, а також є доктором мистецтв.
У 1994 році він був нагороджений медаллю Мінерви від Дипломованого товариства дизайнерів і був президентом товариства з 2001 по 2003 рік. 
У 2009 році Бенкс був призначений командором найвидатнішого ордена Британської імперії в честь дня народження королеви.

### Кар'єра
У 1964 році на гроші, заощаджені від парафінового бізнесу та від того, що його батько заклав власний дім, Бенкс відкрив бутик Clobber у Лондоні, де продавалися його власні проєкти разом з роботами інших дизайнерів. Це виявилося настільки успішним, що в 1969 році він запустив власний модний лейбл.

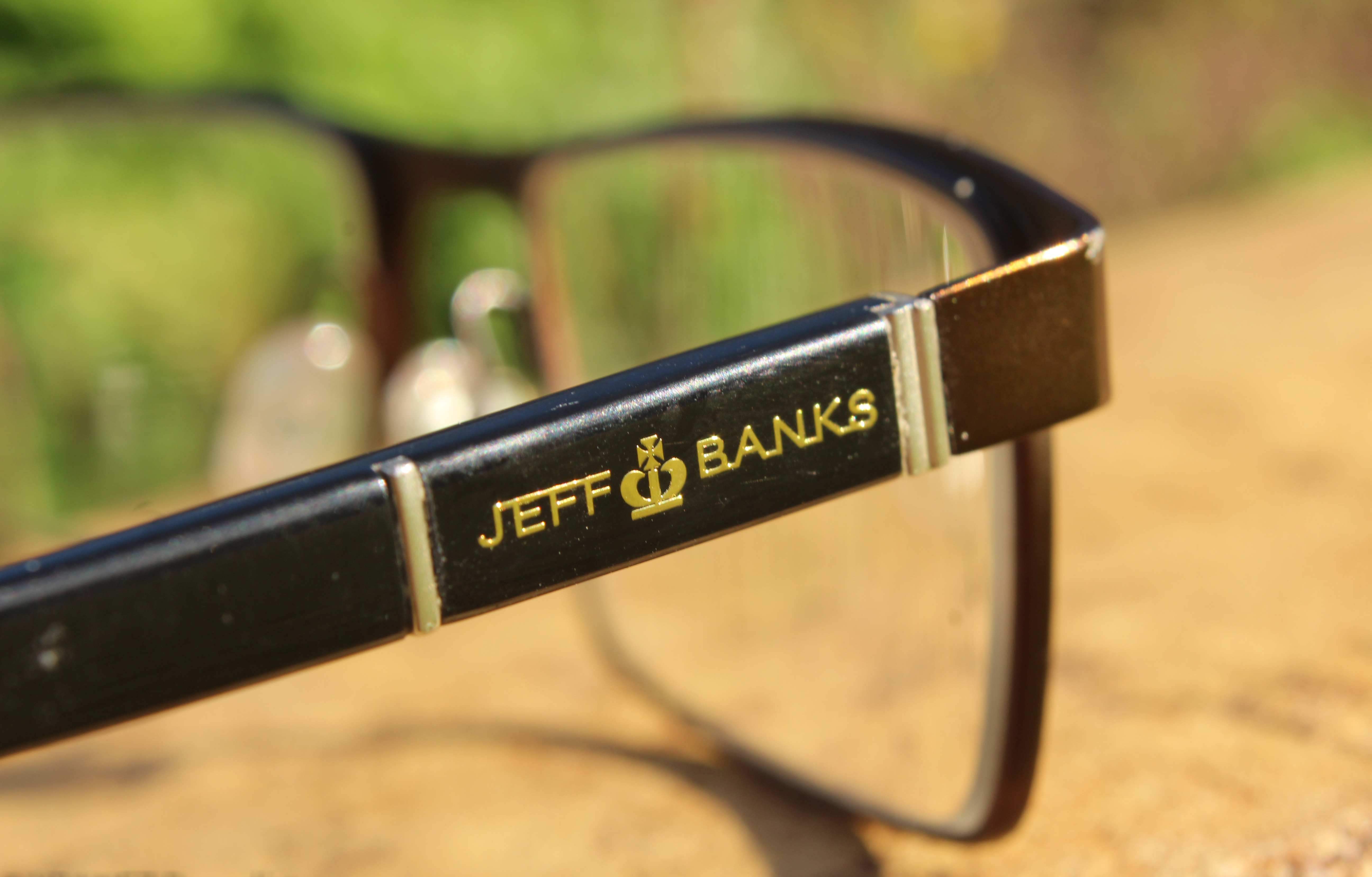
Окуляри Jeff Banks із логотипом «Jeff Banks».

У 1975 році він відкрив перший окремий магазин Джеффа Бенкса в Лондоні, а також роздрібні торгові точки у двадцяти двох універмагах, включаючи Harrods і Harvey Nichols.
Наприкінці 1970-х років він став одним із засновників мережі модного одягу Warehouse, продовжуючи працювати як дизайнер-фрілансер. Після того, як компанія була придбана роздрібною мережею Sears, його звільнили через конфлікти на засіданнях ради, про що він ніколи не шкодував. У 1979 і 1981 роках Бенкса визнали британським дизайнером року, а в 1980 році він отримав нагороду «Дизайнер пальто року». У середині та наприкінці 1980-х він також створював сценічні костюми для музикантів.
Репутація Бенкса як потужної фігури в комерційній моді привела до того, що він став ведучим понад 320 епізодів популярного модного шоу BBC «The Clothes Show» разом із Селіною Скотт і Керін Франклін. Шоу мало великий успіх, збираючи аудиторію понад 10 мільйонів глядачів, що в 1989 році призвело до запуску першої події «Clothes Show Live» у NEC Birmingham, а також створення журналу Clothes Show.
У 1996 році Джеффа Бенкса, якого попросили створити корпоративний одяг для багатьох організацій, створив власну компанію корпоративного одягу. Зараз Incorporatewear є однією з найбільших компаній у Великій Британії, що виробляє корпоративний одяг. Разом з партнерами Робом Поллоком і Брайаном Лембом компанія виробляє широкий асортимент одягу для різних типів компаній. 
У 2000 році він підписав угоду про дизайн одягу для британської мережі Sainsbury's. Встановлення магазинів Джеффа Бенкса в торгових точках Sainsbury виявилося успішним, але суперечка призвела до дострокового розірвання контракту. Позов було вирішено, коли Sainsbury погодилася виплатити заявлену компенсацію в розмірі 1 мільйона фунтів стерлінгів, а також коробку трюфелів щотижня.
У квітні 2007 року Бенкс висміяв дизайнерський асортимент Кейт Мосс для Top Shop, сказавши: «Чи може Кейт наточити олівець, зробити відбиток корови чи намалювати сірникову людину? Я б поклав на це гроші, хоча не дуже багато. Б'юся об заклад, що [Кейт Мосс] просто схопила одну зі своїх численних сумок Prada, порилася в її гардеробі… і з'явилася в головному офісі Topshop на Оксфорд-стріт для швидкого годинного брифінгу з власними дизайнерами та персоналом із закупівель».
Бенкс продовжував працювати як дизайнер, створюючи дизайни для Асоціації путівників футбольної збірної Англії та для заявки на проведення Олімпійських ігор у Лондоні 2012 року, моделями яких були сер Боббі Чарлтон, сер Стів Редгрейв і Деніз Льюїс. Банки продовжують активно займатися корпоративним одягом та формою. У травні 2010 року він запропонував розробити костюми для бідної команди ФК "Портсмут " на день матчу під час фінального виступу в Кубку Англії.
Власний дизайн одягу Бенкса вплинув на Харді Ейміса, Джорджіо Армані та Еліс Темперлі.

### Особисте життя
Бенкс був одружений двічі: спочатку на поп-зірці 1960-х Сенді Шоу (1968—1978) (з якою він має одну дочку), а потім на Сью Манн, моделі та візажистці.
Бенкс є довічним членом Catford Cycling Club і спонсором їхньої гоночної команди CatfordCC Equipe/Banks, аматорської команди до 23 років, яка має статус британської національної «Елітної» команди.
Бенкс прийняв почесну посаду лорда-лейтенанта благодійного товариства Бена Гіббонса Фарнхема в березні 2024 року.